# بخش دوتپه
بخش دوتپه یکی از بخش‌های شهرستان خدابنده به مرکزیت روستای دوتپه از توابع شهرستان خدابنده در استان زنجان ایران است. این بخش در تیرماه ۹۹ ایجاد شد. بر اساس همین مصوبه نام دوتپه سفلی به دوتپه تغییر یافت. 

## تقسیمات کشوری
- بخش دوتپه
  - دهستان حومه
  - دهستان توپقره

مرکزبخش: دوتپه

## موقعیت جغرافیایی
بخش دوتپه از شمال به  شهرستان خرمدره و شهرستان سلطانیه، از جنوب و غرب به بخش مرکزی شهرستان خدابنده از شرق به شهرستان ابهر منتهی می‌شود.

## افتتاح بخشداری
بخشداری دوتپه در ۲۰ اسفند ماه سال ۱۳۹۹ در آستانه عید مبعث با حضور استاندار زنجان، برخی از معاونان ایشان و مسئولین شهرستانی افتتاح گردید و آقای سید جعفر موسوی که پیشتر بخشدار افشار بود به عنوان اولین بخشدار دوتپه منصوب شد.

## بخشداران
| ردیف | بخشدار           | زمان                      |
| ---- | ---------------- | ------------------------- |
| ۱    | سید جعفر موسوی   | ۱۴۰۲/۳/۲۸ تا ۱۳۹۹/۱۲/۲۰   |
| ۲    | احمد محمدی عیوضی | از ۱۴۰۲/۳/۲۸ تا ۱۴۰۴/۵/۱۰ |
| ۳    | مهرداد رجبی      | از ۱۴۰۴/۵/۱۰              |

## روستاهای تابعه
تعداد ۲۵ روستا و مزرعه در این بخش قرار دارد که عبارتند از آقچه قیا، آهار مشکین، مزرعه بابالو، بلگشیر، بیجقین، پرچین، توپقره، چپقلو، مزرعه خان آباد، مزرعه خانکندی، داشلوجه، دوتپه، دوتپه علیا، دهشیر، رباط، رحمت آباد، شهرستانک، شیخلو، قانلی، مزرعه قره بلاغ، قطار بلاغی، قوشه کند، گلمکان، نعلبندان، ورجوشان

## جمعیت
بنا بر سرشماری مرکز آمار ایران، جمعیت بخش دوتپه در سال ۱۳۹۵ برابر با ۱۴۷۸۲ نفر بوده‌است.